# Lista de membros da Royal Society eleitos em 1713
Esta é uma lista de Membros da Royal Society eleitos em 1713.

## Fellows
- Louis D'Aumont de Rochebaron (1667 - 1723)
- Giovanni Antonio, Count Baldini (1654 - 1725)
- Richard Barrett (fl. 1713)
- Francesco Bianchini (1662 - 1729)
- John Colson (1680 - 1760)
- John Inglis (m. 1740)
- Daniel Ernest Jablonski (1660 - 1741)
- Von Kreienberg (m. 1743)
- Cotton Mather (1663 - 1728)
- Pierre de Mellarede (ca. 1659 - 1730)
- Charles Oliphant (ca. 1666 - 1720)
- John Poulett, 1st Earl Poulett (1668 - 1743)
- Iver Rosenkrantz (1674 - 1745)
- Henry St John, 1st Viscount Bolingbroke (1678 - 1751)
- George Tollet (ca. 1684 - 1714)